# Teatro Castagnoli
Il teatro Castagnoli è il teatro comunale di Scansano.

## Storia
Il ruolo assunto nell'Ottocento da Scansano, quale capoluogo estivo della Maremma dove appunto i funzionari granducali di Grosseto trascorrevano "la statatura", giustifica la presenza di un teatro così importante con una sala a pianta ovoidale a campana, con loggia ad archi e balconata, e dotato di un palcoscenico di discrete dimensioni.
I sessantaquattro soci fondatori iniziarono la fabbrica nel 1852 ma i lavori si fermarono alle fondazioni a causa di una cattiva organizzazione e per mancanza di fondi. Solo dopo il 1860 e grazie ad un generoso lascito fatto alla comunità di Scansano dall'Eredità Agricola del notaio Filippo Castagnoli, i lavori ripresero e sotto la direzione di Augusto Corbi vennero ultimati nel 1891. Il teatro, intitolato al munifico donatore, venne affidato alla gestione dell'Accademia della Sala Castagnoli costituitasi a questo fine.
Dall'ultimo dopoguerra la sala fu adibita principalmente a cinematografo e furono eseguiti alcuni lavori di restauro alle decorazioni pittoriche (1968). Il teatro ha cessato però la sua attività nel 1982 per la necessità di opere di adeguamento alle nuove norme di sicurezza.
Passato in proprietà al comune nel settembre del 1982, il recupero e l'adeguamento del teatro allora predisposti sono stati inseriti nel progetto FIO-Teatri della Regione Toscana.
Riportato finalmente alla sua funzione originaria, ha visto allestimenti di importanti compagnie toscane e nazionali.
"Fior di Risate e Memoria" è stato il titolo del programma 2015 del Teatro Castagnoli che, in collaborazione con Fondazione Toscana Spettacolo, ha visto l'avvio del programma primaverile il 27 marzo 2015 con lo spettacolo "Truffare il prossimo e vivere felici" di Paolo Hendel con suo personaggio "Carcarlo Pravettoni".
Venerdì 10 aprile è stata la volta di “Marinati 43”, il nuovo spettacolo dei Gatti Mézzi (alias Tommaso Novi e Francesco Botta) insieme ad Andrea Kaemmerle, nella produzione di Guascone Teatro.
Daniela Morozzi con la sua "badante straniera” nello spettacolo “Mangiare, bere, dormire. Storie di Badati e Badanti”, è stata in scena il 17 aprile.
L'ultimo spettacolo della primavera 2015 che il Castagnoli ha ospitato, il 2 maggio, non era parte della Rassegna "Fior di Risate", ma è stato promosso nell'ambito delle celebrazioni "della memoria", nel cinquantesimo anno della Liberazione d'Italia. Si è trattato di "Norma", testo e regia della grossetana Irene Paoletti, che ha messo in scena le vicende della staffetta partigiana di Massa Marittima con la partecipazione degli attori: Irene Paoletti, Enrica Pistolesi, Daniela Marretti, Silvia Schiavoni, Mirio Tozzini, Luca Pierini, Stefano Stefani, Cosimo Postiglione.
Il Teatro Castagnoli riaprirà le porta il 13 giugno 2015 alle  20,15 con la serata inaugurale del Morellino Classica Festival.